# 皂味口蘑
皂味口蘑，泛布世界，屬口蘑科一種，色通常為紅色。另外，該種野菇也是木棲腐生的中大型菇類，有毒，不可食用。